# 登云镇
登云镇是中国广东省河源市龙川县下辖的一个镇，位于龙川县的东南部。全镇总面积67平方公里，下辖1个社区7个村，总人口2.3万人。205国道和梅河高速公路横贯全镇。